# Parafia św. Anny w Smardzewicach
Parafia Świętej Anny w Smardzewicach – jedna z 9 parafii rzymskokatolickich dekanatu tomaszowskiego diecezji radomskiej. Prowadzą ją ojcowie Franciszkanie Konwentualni.

## Z historii

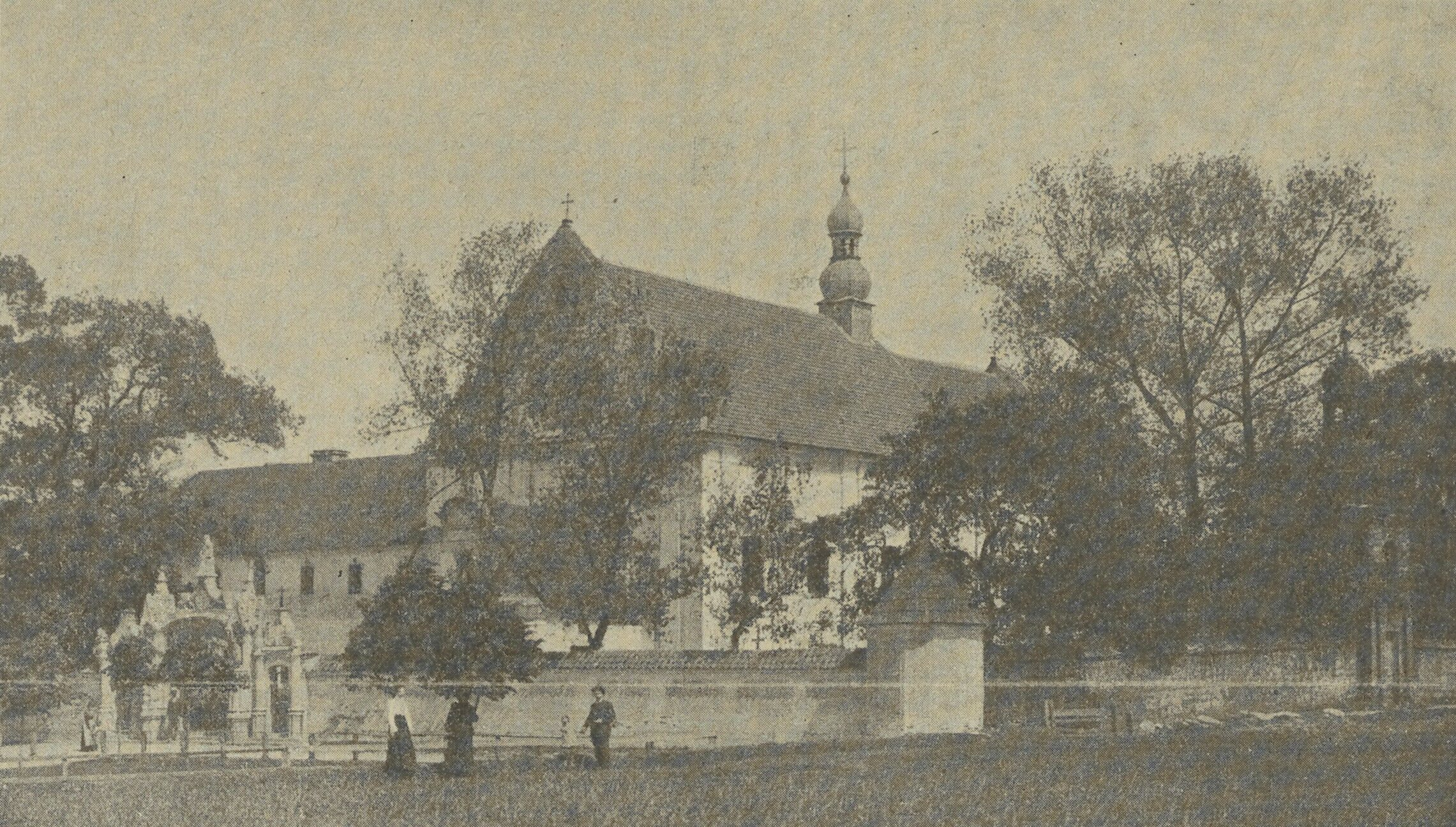
Kościół parafialny - wygląd sprzed 1913

Pierwszy drewniany kościół pw. św. Anny zbudowano w latach 1621–1622 z fundacji biskupa kujawskiego Pawła Wołuckiego. Świątynię (konsekrowaną w 1642) usytuowano w miejscu, w którym w 1620 miejscowemu gospodarzowi Wojciechowi Głowie ukazała się św. Anna wraz z Jezusem i Maryją. Ze względu na zwiększającą się liczbę pielgrzymów bp. Maciej Łubieński sprowadził do Smardzewic w 1639 franciszkanów konwentualnych, dla których ufundował drewniany klasztor. W latach 1683–1699 został wybudowany murowany kościół jako wotum bp. warmińskiego Stanisława Zbąskiego w podziękowaniu za otrzymane łaski, szczególnie za dar zdrowia. Konsekracji świątyni dokonał 6 października 1701 roku bp. Andrzej Albinowski.
Obok kościoła, z fundacji bp. włocławskiego Krzysztofa Szembeka (późniejszego prymasa Polski), wzniesiono w latach 1722–1746 murowany klasztor, a cały kompleks otoczono murem. Parafię pw. św. Anny erygowano 26 lipca 1775 na mocy decyzji biskupa włocławskiego, Antoniego Kazimierza Ostrowskiego. Niecałe sto lat później w 1864 władze carskie skasowały klasztor Franciszkanów w Smardzewicach. Była to forma represji na zakonnikach za ich pomoc udzieloną powstańcom styczniowym. Opiekę nad kościołem św. Anny przejęli księża diecezji sandomierskiej. W 1971 za zgodą bp. Piotra Gołębiowskiego, placówkę ponownie objęli franciszkanie.

## Architektura
Kościół wraz z przyległym do niego klasztorem tworzy czworobok. Świątynia jest budowlą barokową, orientowaną. Wyraźnie wyodrębniona jest nawa główna, natomiast prezbiterium jest nieco wyższe. Ołtarz główny św. Anny pochodzi z ok. 1700. Znajduje się w nim cudowny obraz św. Anny z I połowy XVII w. w sukienkach w stylu regencji. Na obrazie św. Anna i Matka Boża są w pozycji siedzącej, pośrodku nich Dziecię Jezus. Postacie mają na głowach złote korony. W ołtarzu znajduje się także zasłona ołtarzowa, na której umieszczony jest obraz z 1786, przedstawiający św. Annę nauczającą Maryję, obok nich św. Joachim.

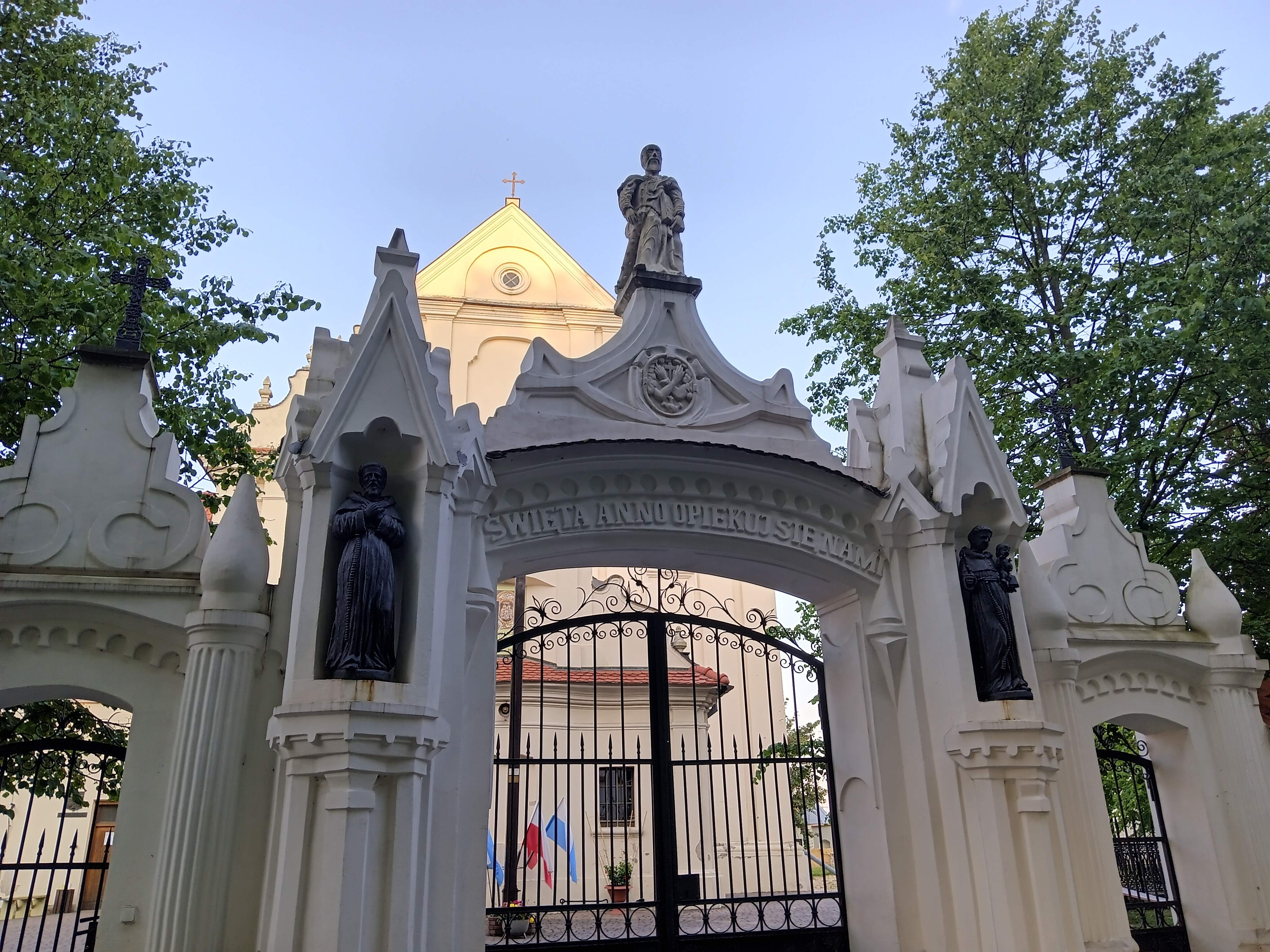
Brama
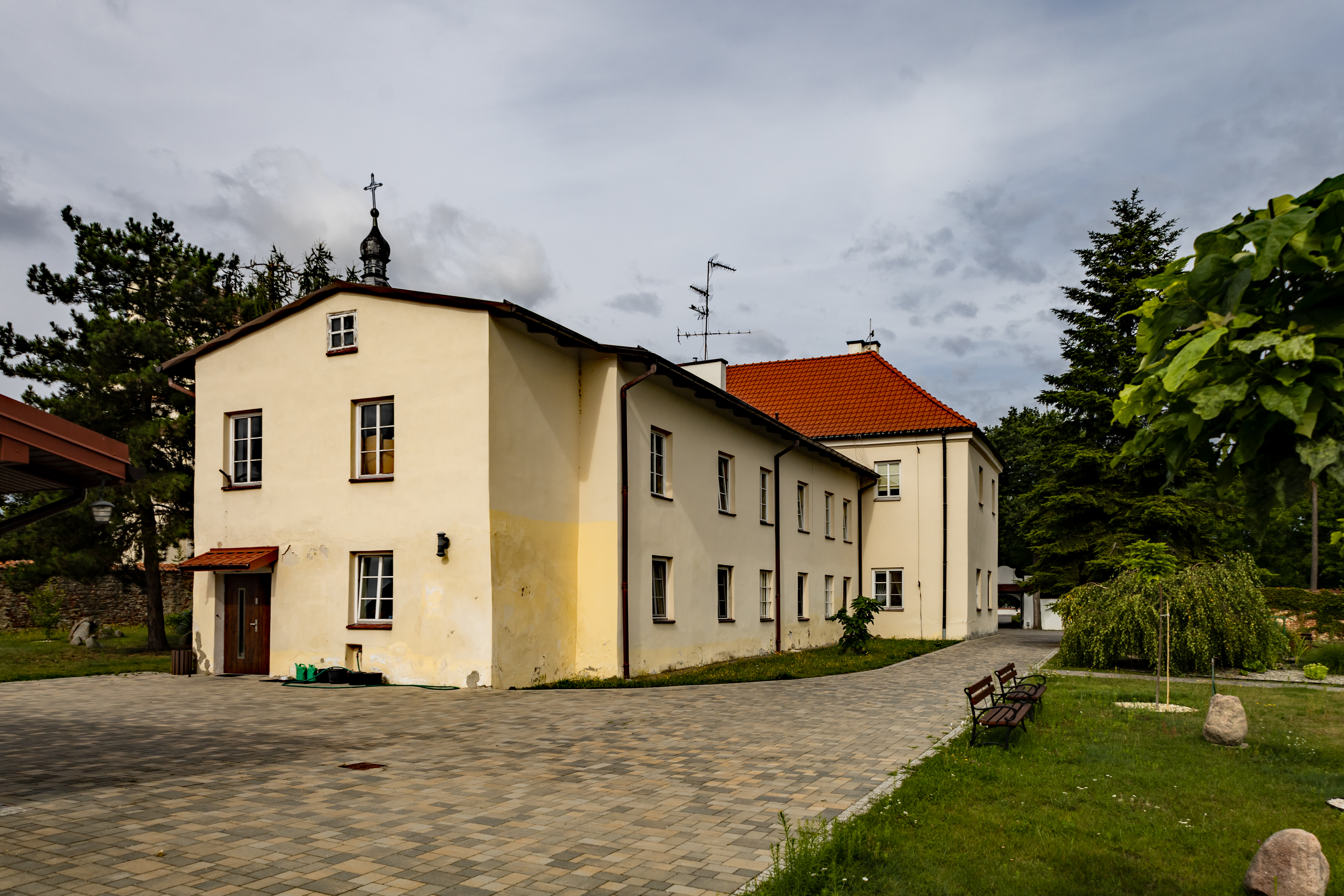
Klasztor
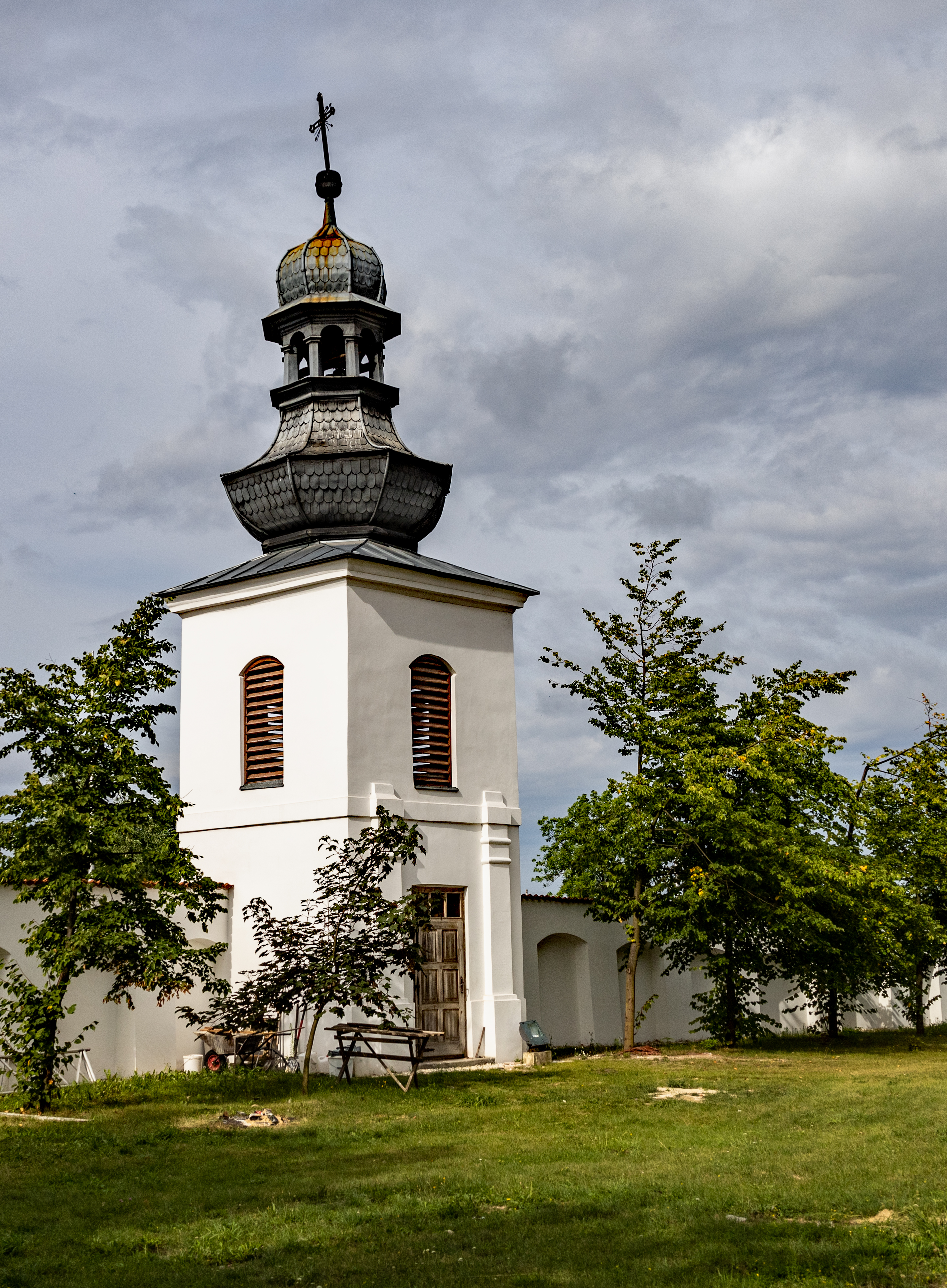
Dzwonnica

## Zasięg parafii
- Do parafii należą wierni z miejscowości: Celestynów, Smardzewice, Grudzeń-Kolonia, Olszewice, Tresta, Twarda i Unewel[1].

## Proboszczowie
- 1945–1954 – ks. Antoni Ormiański
- 1954–1956 – ks. Stanisław Czechowski
- 1956–1969 – ks. Zygmunt Wroński
- 1969–1971 – ks. Władysław Michałkowski
- 1971–1977 – o. Teofil Ołówek
- 1977–1983 – o. Bogusław Niewczas
- 1983–1989 – o. Mieczysław Seroczyński
- 1989–1992 – o. Stefan Auguścik
- 1992–2000 – o. Stanisław Deleżuch
- 2000–2008 – o. Marian Płuciennik
- 2008–2010 – o. Adam Cieślik
- 2010–2012 – o. Marek Mioduszewski
- 2012–2020 – o. Marek Zienkiewicz
- od 2020 – o. Mariusz Kapczyński

## Źródła i linki
- Rocznik Diecezji Radomskiej – 2018, ISBN 978-83-7789-493-4
- Ks. Zbigniew Niemirski: Czcijcie mnie, moją Córkę i Wnuka - Sanktuarium św. Anny w Smardzewicach www.gosc.pl
- Katalog franciszkańskiej prowincji MB Niepokalanej w Polsce. Wydawnictwo Michalineum, Marki 2000